# Tattoon Master
Tattoon Master (タトゥーン・マスター?, Tatūn Masutā) è un manga di Akihisa Yanari pubblicato dal 1993 al 1997 da Shūeisha. Il fumetto è stato adattato nel 1996 in un original anime video di due episodi. L'anime è stato pubblicato in Italia da Dynamic Italia.

## Doppiaggio
| Personaggio    | Doppiatore originale | Doppiatore italiano |
| -------------- | -------------------- | ------------------- |
| Nima           | Mariko Kouda         | Debora Magnaghi     |
| Hibio          | Yūji Ueda            | Simone D'Andrea     |
| Fujimatsu      | Satomi Koorogi       | Cinzia Massironi    |
| Padre di Hibio | Shigeru Chiba        | Marco Balzarotti    |
| Arnold         | Toshio Furukawa      | Luca Bottale        |